# 科凯鲁塞库
科凯鲁塞库是巴西阿拉戈斯州的一个市镇。总面积40.4平方公里，总人口5314人，人口密度131.5人/平方公里。